# UltimaTIEF
ultimaTIEF war ein österreichisches Produzententeam und Plattenlabel. Es bestand aus Klaus Biedermann, der auch Mitglied der Bingo Boys war, Mark Duran, Claus Marcus und Christian Seitz.

## Werdegang
Das Team produzierte zu Beginn der 2000er Jahre bekannte Künstler wie A klana Indiana, DJ Ötzi, Antonia feat. Sandra und Heribert Hecht. Erfolgreiche Titel wie A klana Indiana, Knallrotes Gummiboot, Hey Baby oder Gemma Bier trinken gelangten vor allem im deutschsprachigen Raum immer wieder an die Spitze der Charts.
2001 gewann ultimaTIEF den Amadeus Austrian Music Award in der Kategorie Österreichischer Produzent des Jahres.
2004 wurde die Zusammenarbeit des Produzententeams beendet. 

## Trivia
2006 produzierte Klaus Biedermann anlässlich der bevorstehenden Nationalratswahl den HC-Rap für den rechtsgerichteten österreichischen Politiker und FPÖ-Vorsitzenden Heinz-Christian Strache. Biedermann war bei der Präsentation in der Wiener Diskothek Nachtschicht anwesend, der Song beinhaltet von Herbert Kickl geschriebene Textzeilen, etwa: „Wer sich nicht integrieren will, für den hab ich ein Reiseziel: ab in die Heimat, guten Flug, Arbeitslose haben wir hier selbst genug!“